# Ferme Le Pelletier
La ferme Le Pelletier est un édifice situé sur la commune d'Ermenouville, en Seine-Maritime, en France. Il fait l’objet d’une inscription au titre des monuments historiques depuis 1977.

## Historique
Le monument est inscrit comme monument historique depuis le 7 juillet 1977.